# 阿拉伯裔土耳其人
阿拉伯裔土耳其人，是指有土耳其共和國公民權的阿拉伯人，人口約1000000人。

## 背景
他們多數生活在伊斯坦布爾和其他大城市(特別是東面和南面邊境)。
土耳其的阿拉伯人多數是穆斯林，多來自叙利亞和伊拉克。他們多是在11世紀隨烏古斯人進入安納托利亞的貝都因人，他們很多人在叙利亞也有親戚，特別是在拉卡市。土耳其的阿拉伯社群很好地融入了土耳其人。
他們多屬遜尼派沙斐儀派，有300000-350000人屬阿拉維派信徒，18000人是阿拉伯基督徒。

## 人口
根據1965年人口統計，365,340人以阿拉伯語為第一語言，大約1%人口只講阿拉伯語。
在1995年估計500000人以阿拉伯語為母語，在2006年, 土耳其人口中0.7%人是阿拉伯人。